# Isparta 32 Spor
Isparta 32 Spor is een Turkse voetbalclub uit Isparta, gelegen in de Middellandse Zeeregio. De clubkleuren zijn groen-roze. De club is in 1976 opgericht en speelt zijn thuiswedstrijden in het Isparta Atatürkstadion, die plaats biedt aan 10.000 toeschouwers. Isparta 32 Spor speelt in de TFF 2. Lig.

Isparta ligt in de Middellandse Zeeregio.

## Geschiedenis
De club werd in 1976 opgericht als Isparta İl Özel İdarespor en nam later de naam Isparta Davrazspor aan. Vanaf 14 mei 2019 heeft de club in een algemene ledenvergadering zijn huidige naam van Isparta 32 Spor aangenomen.

## Gespeelde divisies
- TFF 2. Lig: 1 seizoen

2021-
- TFF 3. Lig: 1 seizoen

2020-2021
- Bölgesel Amatör Lig: 6 seizoenen

2011-2013, 2016-2020
- Amateurs: 38 seizoenen

1976-2011, 2013-2016
Witte Groep: 1461 Trabzon FK · 24 Erzincanspor · Adana 01 FK · Altay · Afyonspor · Altınordu · Ankaraspor · Batman Petrolspor · Beykoz Anadoluspor · Fethiyespor · İnegölspor· İskenderunspor · Isparta 32 Spor · Karaköprü Belediyespor · Kastamonuspor 1966 · Kepezspor · Kırklarelispor · Sarıyer

Rode Groep:  68 Aksarayspor · Ankara Demirspor· Arnavutköy Belediyespor · Belediye Derincespor· Beyoğlu Yeni Çarşı · Bucaspor 1928· Diyarbekirspor · Elazığspor · Erbaaspor · Giresunspor · Karacabey Belediyespor· Karaman FK · Menemen FK · Nazillispor · Serik Belediyespor · Somaspor · Vanspor FK · Yeni Mersin İdmanyurdu